# Literatura de humor

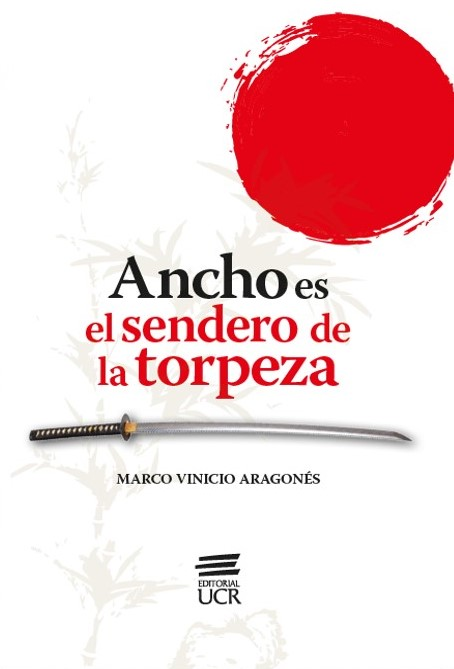
Ancho es el sendero de la torpeza, novela humorística de Marco Vinicio Aragonés.

El humor, o más concretamente la actitud humorística aparece en la literatura como un producto posterior a las creaciones clásicas y los géneros literarios principales, como una reacción creativa y distanciadora frente a aquello que aparece como oficial y ortodoxo. 

## La literatura de humor en la Antigüedad
Se atribuyó a Homero una parodia de sus propias epopeyas, la Batracomiomaquia, y la comedia griega tuvo grandes humoristas en Aristófanes y Menandro; la segunda sofística ofreció humoristas tan grandes como Luciano de Samosata. Igualmente fueron muy populares los relatos milesios sobre temas con frecuencia pícaros y humorísticos.
En Roma escribieron excelentes comedias Plauto y Terencio y la sátira, género que los romanos quisieron ver como propio, ofreció buenos ejemplos de humor en Horacio y Marcial. El humor es importante también en el Satiricón de Petronio Árbitro.

## La literatura de humor en la Edad Media
Durante la Edad Media, el humor no aparece desligado y autónomo, sino que sirve en el ámbito cortesano para atacar mediante la sátira (por ejemplo las gallegas Cantigas de escarnio e maldizer) o, en un ámbito religioso, como instrumento para deslizar una intención moral educativa en el sermón, y por eso es frecuente en los cuentos utilizados como exemplum: fábulas y apólogos recopilados en colecciones muy diversas, algunas de ellas de origen oriental y traducidas en España desde recopilaciones en árabe; constituye también un elemento muy importante en el refranero y la literatura tradicional, por la que algunos nobles empezaron a reunir colecciones paremiológicas, como por ejemplo don Íñigo López de Mendoza, que hizo una colección de refranes. Con frecuencia adopta estereotipos de una imaginería carnavalesca, estudiada recientemente por Mijail Bajtín. Recurrieron al humor escritores como Geoffrey Chaucer, Juan Ruiz, Alfonso Martínez de Toledo, también conocido como arcipreste de Talavera, y los fabliaux.

## La literatura de humor en el Renacimiento
En el Prerrenacimiento español el humor se encuentra frecuentemente revestido con los ropajes cortesanos del ingenio, por ejemplo en la lírica cancioneril o incluso en la obscena parodia del Laberinto de Fortuna de Juan de Mena que es la Carajicomedia, incluida en el Cancionero de burlas provocantes a risa (1519), o en el anónimo Pleito del manto.
Ya en el Decamerón de Giovanni Boccaccio y los posteriores novellieri que le imitaron, se anticipa el humor del Renacimiento: en esta época el humor logró zafarse del propósito moral que lo había encadenado durante la Edad Media dentro del ámbito del sermón y alcanza su independencia como un valor burgués que revela el goce epicúreo de la vida, como en la obra del médico y humanista François Rabelais, que escribió su Gargantúa y Pantagruel para consolar a los enfermos en sus días de aflicción y que estimaba el humor como algo curativo en sí mismo. El humor aparece ligado al Humanismo por su valor social y cortesano, de forma que uno de los modelos de la época es el vir doctus et facetus y el humanista Giovanni Pontano lo valora en su De sermone como propio del hombre ideal, mientras que Poggio Bracciolini escribe un libro de anécdotas como es el Liber facetiarum. Se ponen de moda los poemas en latín macarrónico inspirándose en el Baldus de Teófilo Folengo. Aparece en las obras de Diego Hurtado de Mendoza y en las compilaciones de chistes, ocurrencias y casos graciosos e interesantes conocidas como misceláneas, como las de Luis Zapata o la Silva de varia lección de Pero Mexía. El humor es un ingrediente importante para la amenidad de las Epístolas familiares de fray Antonio de Guevara y es elemento fundamental como amargo contraste en La Celestina de Fernando de Rojas y sus continuaciones, en La lozana andaluza de Francisco Delicado y en la novela picaresca, especialmente en el Lazarillo de Tormes.

## La literatura de humor en el Barroco
El Barroco español ofreció una obra maestra del humor en Don Quijote de la Mancha de Miguel de Cervantes y en la comedia de Lope de Vega, uno de cuyos personajes constantes es la figura del donaire o gracioso, anticipado en el siglo XVI por los bobos del teatro de Juan del Encina y los pasos de Lope de Rueda; tienen especialmente éxito por su vis cómica las comedias de Tirso de Molina y Pedro Calderón de la Barca; Francisco de Quevedo destacó también por sus juegos de ingenio y sus epigramas y sátiras, aunque en este último género no le quedó en zaga el Conde de Villamediana. Fue un gran humorista no suficientemente estudiado Jerónimo de Cáncer, así como Agustín de Salazar. El género del entremés es específicamente humorístico y de él podía depender el éxito de una mala comedia entre cuyos actos se representaba; el más grande actor cómico del Siglo de Oro fue sin duda un actor de entremeses, Juan Rana. En Inglaterra, William Shakespeare y Ben Jonson escribieron excelentes comedias.

## La literatura de humor en elsigloXVIII
En Francia destaca especialmente Molière, si bien su comicidad pasa como difícilmente traducible a los demás idiomas. Voltaire destacó por su malicioso uso del humor irónico y Jonathan Swift por su humor negro, si bien la intención satírica de este último aparece diluida y poco perceptible en la actualidad. En España destacan Diego de Torres y Villarroel, Eugenio Gerardo Lobo, José Francisco de Isla, León de Arroyal y el médico Manuel Casal, más conocido por su seudónimo «Lucas Alemán» y todavía mal estudiado y peor conocido, que practica un humor verbal bastante alejado de los cauces de la sátira habituales en el siglo XVIII, vertida a través de epigramas, fábulas (Tomás de Iriarte, Félix María Samaniego, Cristóbal de Beña o Pablo de Jérica) o amplias sátiras en verso (Leandro Fernández de Moratín) o en prosa (Cartas marruecas o Los eruditos a la violeta de José Cadalso). En el teatro más popular destacan los sainetes de Juan Ignacio González del Castillo y de Ramón de la Cruz. Laurence Sterne es quizá el humorista más original del siglo XVIII, con su Tristram Shandy.

## La literatura de humor en los siglosXIXyXX
Destacan en el siglo XIX, Charles Dickens, Mark Twain, Ambrose Bierce y Oscar Wilde. En España, prosigue su labor humorística durante este siglo el longevo Manuel Casal, pero tiene algunos discípulos como Francisco Camborda. Bartolomé José Gallardo, Sebastián de Miñano y Bedoya y Félix Mejía cultivan el humor en la prensa a través de la sátira. Hay un amargo humor en la literatura romántica de Mariano José de Larra. A través de la prensa y la sátira política aparece la obra de Juan Martínez Villergas, las Fábulas de Juan Eugenio Hartzenbusch, las revistas de humor creadas por Wenceslao Ayguals de Izco y la obra poética, fundamentalmente de sátira política, de Miguel Agustín Príncipe. Armando Palacio Valdés elabora en La novela de un novelista una autobiografía humorística muy original. Innovador es el humor de Juan Pérez Zúñiga, y en el teatro destacaron las parodias teatrales de Salvador María Granés junto con una pléyade de autores desconocidos y aún mal estudiados que constituyen el llamado «teatro por horas» y el género chico del sainete y la zarzuela, entre los que destaca Vital Aza. En este último género, conviene reseñar el éxito europeo de una obra como La Gran Vía. Es importante el humor finamente irónico de la novela realista de Juan Valera, especialmente en Pepita Jiménez, que se halla presente también en su amenísimo Epistolario. También dentro del realismo hay que situar los artículos satíricos de Leopoldo Alas «Clarín» y otros autores integrantes del conocido como Bilis club.
El siglo XX es el siglo del humor gráfico y del humor cinematográfico; se desarrolla la viñeta de humor o chiste gráfico a través de los periódicos, empiezan a desplegarse las revistas de historietas, en las cuales destaca la Escuela Bruguera, y tiene lugar la gran época del cine mudo, con los cómicos Charles Chaplin, Buster Keaton y Harold Lloyd; posteriormente, la invención del cine sonoro dará lugar a las obras cómicas de los hermanos Marx, que abren el camino del humor hacia el surrealismo; de Woody Allen, que realiza una crítica de la intelectualidad norteamericana; de Monty Python, esencialmente irreverente, etc. Es también la época del humor inglés: Gilbert Keith Chesterton, Jerome K. Jerome, P. G. Wodehouse, Evelyn Waugh, Gerald Durrell, David Lodge, Tom Sharpe y Terry Pratchett son buenos ejemplos de esta clase. En Francia destacan especialmente Cecil Saint-Laurent y Pierre Daninos. En Italia, Giovanni Guareschi, autor de una divertida serie de novelas sobre un cura católico, don Camilo, y un alcalde comunista, Pepone, en un pueblo italiano durante la posguerra mundial, Dino Segre, más conocido como Pitigrilli y Darío Fo. En España destacan especialmente los hermanos Álvarez Quintero, Carlos Arniches, Pedro Muñoz Seca, creador de la fórmula teatral conocida como astracanada, Wenceslao Fernández Flórez, el más próximo entre los escritores españoles al estilo de Wodehouse y el gran genio del humor surrealista, Ramón Gómez de la Serna, creador de la greguería, que define como «humorismo + metáfora = greguería». Ya en la posguerra, desempeña un papel fundamental la revista española La Codorniz, que engendró toda una generación de humoristas que renovaron el teatro de humor Enrique Jardiel Poncela, Miguel Mihura, Álvaro de Laiglesia, Alfonso Paso. También es importante, aunque poco numerosa, la narrativa y artículo periodístico de humor: Ramón Ayerra, Tomás Salvador, Alfonso Ussía, Jaime Campmany y Ricardo Lampert. En Hispanoamérica, destacan especialmente en Argentina el grupo musical Les Luthiers, el escritor Paco Poblet, quien escribió poco antes de fallecer "Viuda de Adán e Hijos", el escritor y poeta Conrado Nalé Roxlo, el escritor y humorista gráfico Roberto Fontanarrosa y el también humorista gráfico Joaquín Lavado, más conocido como Quino; se acercó ocasionalmente al humor también Julio Cortázar en obras como Historias de cronopios y de famas o en cuentos como No se culpe a nadie. En Perú cultiva un fino humor el narrador Alfredo Bryce Echenique.
- Datos: Q5977103